# Барбара Кьониг
Барбара Кьониг (на немски: Barbara König) е немска писателка от чешко-унгарски произход, автор на романи, разкази, сценарии и радиопиеси.

## Биография
Барбара Кьониг е родена през 1925 г. в северночешкия град Либерец с немско име Райхенберг. Там завършва гимназия с матура.
След края на Втората световна война успява да избяга в Бавария. От 1947 до 1950 г. е журналистка към „Германската новинарска агенция“ и в-к „Нойе цайтунг“. През 1949 г. става член на създаденото от Ханс Вернер Рихтер свободно литературно сдружение Група 47. Тя е сред малкото жени в групата, наред с Илзе Айхингер и Ингеборг Бахман.
С помощта на стипендия през 1950 г. Кьониг заминава в Съединените щати, където завършва курс по „медийни науки“ и „творческо писане“. От 1951 до 1953 г. е редактор в списание „Контакт“.
От 1958 г. Барбара Кьониг е писателка на свободна практика. През 1975 г. е гостуващ доцент в „Тексаския университет“.
Член е на ПЕН клуба на Федерална република Германия, освен това е член на „Академията на науките и литературата“ в Майнц, „Баварската академия на изящните изкуства“ и „Судетско-немската академия на науките и изкуствата“.
Завършва живота си през 2011 г. в град Дисен ам Амерзе, недалеч от Мюнхен.

### Книги
- Das Kind und sein Schatten, Erzählung, 1958, 1984
- Kies, Roman, 1961, 1980
- Die Personenperson, Roman, 1965, 2003
- Spielerei bei Tage, Erzählungen, 1969
- Schöner Tag, dieser 13, Ein Liebesroman, 1973
- Die Wichtigkeit, ein Fremder zu sein. Der Schriftsteller und die Distanz, 1979
- Der Beschenkte, Roman, 1980
- Übergänge, 1982
- Barbara König, 1992
- „Ich habe einen starken Hang zum Spiel“. Erinnerungen an Hans Werner Richter, 1993
- Hans Werner Richter. Notizen einer Freundschaft, 1997

### Радиопиеси
- Abschied von Olga (1969)
- Böhmische Gänse (1970)
- Ich bin ganz Ohr (1971)
- Dreimal Zeit (1973)
- Ich und ihr, die ich mal war (1976)
- Ich bin ganz Ohr (1985)

## Награди и отличия
- 1962: Literaturpreis des Kulturkreises im Bundesverband der deutschen Industrie
- 1966: Förderpreis der Stadt München
- 1966: Charles-Veillon Preis[2]
- 1970: „Награда Андреас Грифиус“ (почетна)
- 1982: Ohio State Award
- 1983: „Награда Тукан“ на град Мюнхен
- 1985: Ehrengabe des Kulturkreises im BDI
- 1994: „Федерален орден за заслуги“
- 2005: Bayerischer Verdienstorden